# شگفت‌انگیزان: خیزش آندرماینر
شگفت‌انگیزان: خیزش آندرماینر (به انگلیسی: The Incredibles: Rise of the Underminer) یک بازی اکشن-ماجراجویی محصول سال ۲۰۰۵ است که بر پایهٔ فیلم پیکسار با عنوان شگفت‌انگیزان ساخته شده‌است. هوی آیرون استودیوز، بیناکس و تی‌اچ‌کیو کار توسعه بازی و آماده‌سازی‌اش برای عرضه را انجام دادند.